# José Manuel Marroquín
José Manuel Marroquín Ricaurte (Bogotà, 6 agosto 1827 – Bogotà, 19 settembre 1908) è stato un educatore, scrittore e politico colombiano.
Presidente dell'Accademia Colombiana e autore del romanzo El moro (1897), fu presidente della repubblica di Colombia ad interim dal 1898 e regolarmente dal 1900 al 1904.

## Biografia
Nacque a Bogotà da José María Marroquín e Trinidad Ricaurte il 6 agosto 1827. 
Iniziò gli studi alla scuola di Mateo Esquiaqui, per poi passare al Seminario Conciliar di Bogotà, dove conseguì i corsi di letteratura e filosofia.
Svolse gli studi universitari in Diritto, senza mai arrivare a laurearsi, al Collegio di San Bartolomeo nella medesima città. Successivamente insegnò Letteratura e Filosofia al Colegio Mayor del Rosario, diventandone in seguito il rettore. 
Fondò insieme a Miguel Antonio Caro e José María Vergara l'Accademia Colombiana della Lingua e ne fu il primo direttore.
È stato uno scrittore molto prolifico, soprattutto nel campo dei testi destinati all'insegnamento della lingua colombiana e della filologia. Compose diverse liriche e scrisse un totale di quattro romanzi.

## Partecipazione politica[2]
Si unì al Partito Conservatore Colombiano, venendo eletto alla Camera dei Rappresentanti prima ed al Senato poi.
Nel 1898 venne eletto Vicepresidente della Repubblica Colombiana, come secondo del Presidente in carica Manuel Antonio Sanclemente. Dal 7 agosto al 3 novembre dello stesso anno ricoprì il ruolo di Presidente ad interim, per via di problemi di salute di Sanclemente durante il periodo di insediamento.
Il 31 luglio del 1900 un colpo di Stato appoggiato dal Partito Conservatore depose il Presidente effettivo Sanclemente, nominando Marroquín come Presidente de facto.
La sua elezione ebbe come sfondo la Guerra dei mille giorni, una guerra civile tra le forze politiche liberali e conservatrici. Operando come mediatore tra le parti, cercò di negoziare tra l'opposizione politica (Trattato del 12 giugno 1902, rifiutato) e le forze rivoluzionarie, queste ultime tramite i trattati di Neerlandia e Wisconsin, firmati rispettivamente il 24 ottobre e 12 novembre dello stesso anno. Finalmente, il 3 dicembre 1902 venne firmato il Trattato di pace di Chinácota, con il quale istituì l'amnistia per tutti coloro che parteciparono alle ostilità e determinò la fine della guerra civile più cruenta della storia colombiana.
Fu un forte sostenitore della costruzione del Canale di Panama: la propria amministrazione e quella del Presidente degli Stati Uniti d'America Theodore Roosevelt firmarono nel  giugno 1903 il Trattato “Tomás Herrán-John Hay", che stabiliva come gli USA avrebbero usato il canale pagando un indennizzo alla Colombia. Il Congresso colombiano rifiutò di sottoscrivere il trattato, visto come una sottomissione ad una potenza straniera; il gesto portò alla dichiarazione di indipendenza di Panama nel novembre dello stesso anno, appoggiata dagli Stati Uniti.
In periodo di pace si concentrò sull'organizzazione del sistema scolastico del Paese.
Il 7 agosto 1904 terminò il suo mandato, lasciando come successore Rafael Reyes.

## Opere[3]

### Filologia
- Tratado completo de ortografía castellana (1858);
- Cartas a don Rufino J. Cuervo (1886-89)

### Lirica
- Poesías (1867)

### Romanzi
- Blas Gil (1896);
- El moro (1897);
- Amores y leyes (1898)